# (8925) Boattini
(8925) Boattini ist ein Asteroid des Hauptgürtels, der am 4. Dezember 1996 von den italienischen Astronomen Maura Tombelli und Ulisse Munari am Osservatorio Astrofisico di Asiago Cima Ekar (IAU-Code 098) entdeckt wurde.
Der Asteroid wurde am 2. Februar 1999 zu Ehren des italienischen Astronomen Andrea Boattini (* 1969) benannt.